# Entrée en vigueur
L'entrée en vigueur est la date à laquelle un texte normatif acquiert sa validité.

## Droit par pays

### Canada
Il y a plusieurs modes d'entrée en vigueur d'une loi : par la proclamation, par décret, à la date de la sanction, à une date précise prévue dans le texte de loi, ou en cas de silence du texte de loi, selon les modalités prévues par la Loi d'interprétation. Les provinces ont elles aussi des règles pour l'entrée en vigueur de lois dans leur ressort, qui s'apparentent aux règles fédérales.

### France
La règle générale sur l'entrée en vigueur des lois est prévue à l'article 1er du Code civil : 

« Les lois et, lorsqu'ils sont publiés au Journal officiel de la République française, les actes administratifs entrent en vigueur à la date qu'ils fixent ou, à défaut, le lendemain de leur publication. Toutefois, l'entrée en vigueur de celles de leurs dispositions dont l'exécution nécessite des mesures d'application est reportée à la date d'entrée en vigueur de ces mesures.
En cas d'urgence, entrent en vigueur dès leur publication les lois dont le décret de promulgation le prescrit et les actes administratifs pour lesquels le gouvernement l'ordonne par une disposition spéciale.
Les dispositions du présent article ne sont pas applicables aux actes individuels. »